# Павлин Свенціцький
Павли́н Свенці́цький (заст. укр. Свјенціцкиј; псевдоніми: Павло Свій, Павлин Стахурський, Данило Лозовський, Сєльський, Страхоцький Гр., Sorjan; 1841, с. Варшиця, Київської губернії, Російська імперія) — 12 вересня 1876, Львів, Королівство Галичини та Володимирії, Австро-Угорщина), український письменник польського походження, поет, перекладач, редактор, громадський діяч, педагог, журналіст.

## Життєпис
Павлин Свенціцький народився в с. Варшиця, Київської губернії (нині — мікрорайон м. Калинівка, Вінницької області) у незаможній польській шляхетській родині (а, насправді, в родині полонизованої русинської шляхти)
Після закінчення Кам'янець-Подільської чоловічої гімназії Павлин Свенціцький у 1860 році вступив до Київського Імператорського університету Святого Володимира.
Разом з Володимиром Антоновичем брав активну участь у русі хлопоманів. Павлин Свенціцький брав участь у польському Січневому повстанні 1863 року.
У Києві, Свенціцький належав до партії «поляко-русинів», що надавала першорядного значення просвітницькій роботі серед українського селянства та досягненню порозуміння між Руссю та Польщею. Наприкінці того ж 1863 року Павлин Свенціцький емігрував до Галичини та оселився у Львові.
Там, разом з багатьма колишніми діячами польського повстанського руху в Україні Свенціцький встановив контакти з середовищем українофілів-народовців. У налагодженні цих контактів допомогли визначні польські діячі руського походження з редакції провідного львівського часопису «Gazeta Narodowa», зокрема, Ян Добжанський та Платон Костецький — колишній співредактор «Зорі Галицької». Зустрічі київських хлопоманів та львівських народовців відбувалися регулярно протягом 1863—1864 років в редакції «Мети» та в помешканні Павлина Костецького Одним з питань, що обговорювалися, було вироблення умов порозуміння з польським Національним урядом.
Наприкінці 1863 року на сторінках львівської «Мети» було надруковано ряд дописів хлопоманів про ситуацію в Україні. Разом з іншими хлопоманами Павлин Свенціцький приніс у галицьке народовецьке середовище ідеали антиімперської боротьби за свободу та бачення спільного з поляками національного визволення.
Поразка польського повстання навесні 1864 року, запровадження надзвичайного стану в Галичині призвело до того, що більшість хлопоманів емігрувала за кордон Російської імперії. Павлин Свнєнціцький виїхав до Відня, де слухав університетські лекції Франя Міклошича, а по закінченню яких, склав у нього іспит з руської мови. Проте незабаром він повернувся до Львова і до середини 1870-х років залишався помітною постаттю у суспільному житті Галичини.
Письменник помер 12 вересня 1876 року, у Львові, похований на Личаківському цвинтарі, поле № 56. Залишив по собі безцінну культурну спадщину для українського та польського народів.

## Творча діяльність
Початком творчої діяльності Павлина Свенціцького можна вважати 1864—1865 роки, коли він розпочинає виступи на сцені українського театру Омеляна Бачинського у Львові, під псевдонімами Данило Лозовський, Сєльський, а також займається перекладом п'єс польських, російських, французьких авторів на українську мову. Прем'єра п'єси «Москаль-чарівник» з музикою А. Янковського, яку Свенцицький пристосував до галицької сцени, мала величезний успіх.
Павлин Свенціцький також співпрацював з часописом «Нива», де опублікував під псевдонімом Павло Свій
низку перекладів, зокрема переклад першої дії трагедії Вільяма Шекспіра «Гамлет», хоча ним було зроблено переклад усього твору.
У 1864 році Свенціцький працював над сентиментальною драмою Юзефа Коженьовського «Цигани» в п'яти актах, віршований оригінал котрої він переробив на прозу з додаванням полонізмів, але текст так і залишився наближеним до оригіналу. Того ж року львівський видавець Михайло Поремба оголосив передплату на публікацію «Руський театр». Проте ініціатором ідеї видавати цю серійну бібліотеку був саме Свенцицький. У першому випуску мало бути надруковано дванадцять перекладених п'єс, але світ побачили лише чотири, а у «Руській Читальні» Ксенофонта Климковича вийшло друком лише три під псевдонімом Данило Лозовський.
1865 року вийшла друком адаптація мольєрівського «Жоржа Дандена» під назвою «Гаврило Бамбула» у трьох діях, трохи пізніше вийшла переробка одноактової оперети «Галя» (адаптовано з французького оригіналу «Ketly» до галицького життя). Музику до оперети написав Михайло Вербицький.
Деякі твори Павлина Свенціцького були написані в дусі романтичного українського патріотизму. Натомість у повісті про життя українського народу «Колись було» він намагався продемонструвати гармонію історичних відносин українського козацтва з польською шляхтою.
У серії дописів до народовецької «Мети», під назвою «Листи київського славянина», опублікованих наприкінці 1865 року, Павлин Свенціцький розглядав слов'янський світ як наступника цивілізаційно занепалого Заходу.
Творами Тараса Шевченка Свенціцький захопився ще під час навчання в Київському університеті. Тут, «W Kyjiwi 1862 r.» він написав українською мовою драму «Катерина» (за однойменною поемою Шевченка), яку опублікував у 1866—1867 роках. Поштовхом до написання драматичних творів стали роботи університетських товаришів Свенцицького з гуртка київських аматорів.
У брошурі «Вік ХІХ у діях літератури української» (1871) Павлин Свенціцький пояснив причини свого переходу до українства і власне його розуміння. На його думку, Шевченко — геній України — перевищив Байрона, Гете і Словацького, бо його зрозуміли не лише вузькі елітні кола, але й 15 мільйонів простого люду.
У 1869 році від намісника Галичини графа Агенора Голуховського він отримав посаду викладача руської мови Львівської української академічної гімназії, де Павлин працював до 1875 року. За час вчителювання у гімназії Павлин Свенціцький підготував рукопис «Української (руської) мовної граматики для учнів гімназій та реальних шкіл», але через отриману несхвальну рецензію від університетського професора Омеляна Огоновського, граматика так і не була надрукована.
2 вересня 1868 року у Львові створено товариство «Просвіта». Свенціцький, вже під псевдонімом Павло Свій, бере активну участь у його роботі та видає збірки байок (1874) та «Як ярмаркували Тарас з Мотрею?» (1871; у співавторстві з Анатолем Вахнянином).
Найвагомішим внеском Павлина Свенціцького у суспільне життя Галичини було видання у 1866—1867 роках польськомовного часопису «Sioło», присвяченого українсько-руським народним справам. Щоб ознайомити польського читача з українською культурою та літературою, паралельно із творами Григорія Квітки-Основ'яненка («Маруся»), Марка Вовчка («Інститутка», «Чари») та Юрія Федьковича («Рекрут», «Довбуш» та інші), публікував латинкою твори Тараса Шевченка: поеми «Катерина», «Наймичка», «Неофіти»; баладу «Тополя» та вірші «Чого ти ходиш на могилу?», «Рано-вранці новобранці», «Ой три шляхи широкії», тексти яких Свенціцький брав з різних видань «Кобзаря», виданих у 1844—1860 роках.
Павлин Свенціцький популяризував твори Шевченка і в польських перекладах. Так, протягом 1866—1868 років у його перекладі опубліковано наступні твори Шевченка: «Кавказ», «Розрита могила», «Рано-вранці новобранці», «Ой три шляхи широкії», «Чигирине», «Минають дні, минають ночі», «Заповіт», «Єсть на світі доля» (уривок із поеми «Катерина») та «Садок вишневий коло хати». Творчо використав Свенціцький поезії Шевченка також у нарисі «Спогади вигнанця» та в комедії «Міщанка» (1866).
У 1867—1869 роках Свенціцький був редактором львівських видань — тижневика «Nowiny» та журналів — гумористичного «Дуля» та педагогічного «Szkola».
У 1871 році з-під пера Свенціцького вийшли збірки «Степові оповідання» та «Вік XIX у діјах літератури украјінськојі», потім у 1876 році вийшли збірка драматичних творів «Святослав Ігоревич» та збірка ліричних поезій.

## Боротьба з москвофільством
Свенціцький відстоював окремішність українського народу перед поляками і росіянами, поборював москвофільство.

Галицькі українці до середини 19 століття називали себе «русинами». Павлин Свенціцький першим на Галичині вжив хоронім «Україна-Русь» у редагованому ним журналі «Sioło», говорячи про присвячення цього журналу «справам людовим українсько-руським». Повний заголовок журналу був таким: «Sioło. Pismo zbiorowe, poświęcone rzeczom ludowym ukraińsko-ruskim». У першому зошиті, який появився в липні 1866 року, у «Вступному слові» редакція підкреслила: «На просторі від Балтійського моря до Чорного, від Кавказу поза Карпати бачимо осілий п'ятнадцятимільйонний народ, що говорить одною мовою, що має спільні звичаї і обичаї, скрізь вірний своїм традиціям і одну леліє надію». За свідченням Івана Франка:
|  | Скільки знаємо, власне Свєнціцькому належить першому термін «українсько-руський» |

.
У російському українофобському фільмі «Убить русского в себе» розповідається, що слово «Україна» уперше вжив всередині XIX століття Павлин Свенціцький. Він же ж начебто і став вигадувати українську мову.